# Headset

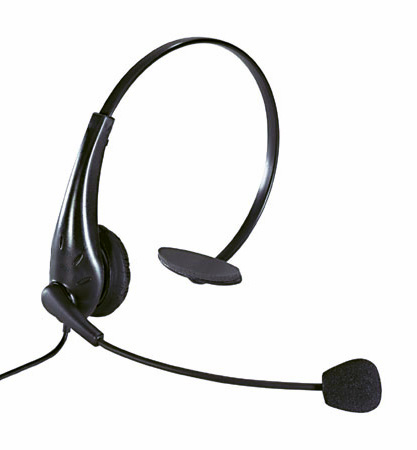
Headset

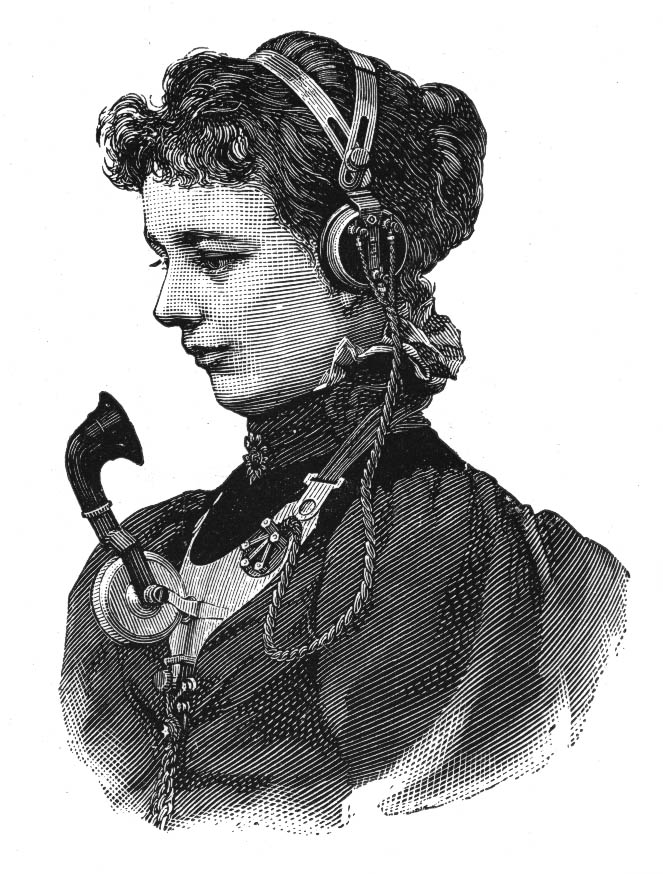
„Brustmikrophon nebst Kopf-Hörtelephon“ im Ericsson-Katalog von 1897

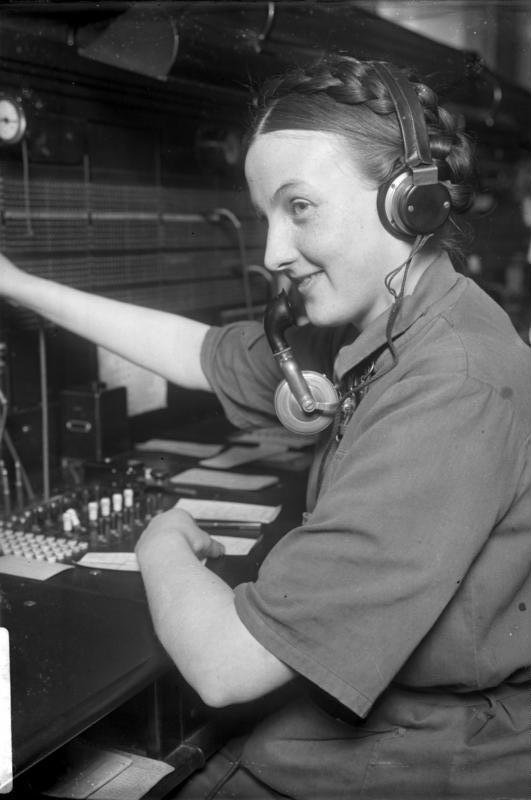
Eine Telefonistin bei ihrer Arbeit (1928)

Ein Headset (dt. Sprechgarnitur, Kopfsprechhörer oder Kopfhörersatz) ist eine Kombination aus Kopfhörer und Mikrofon, die ein zweiseitiges Kommunizieren (Hören und Sprechen) ermöglicht. Auch im deutschen Sprachraum hat sich die englische Bezeichnung Headset durchgesetzt.
Mit seinen technischen Komponenten erfüllt ein Headset die gleichen Aufgaben wie ein Telefonhörer. Der Vorteil liegt in der Freiheit beider Arme. Insbesondere bei der Arbeit am Rechner, an Laptops, an PDAs oder in Verbindung mit einem Mobiltelefon erfreuen sich Headsets deshalb immer größerer Beliebtheit. Förderlich ist sicher auch der geringe Preis.
Im Anschlusskabel befindet sich oft ein Regler für die Lautstärke. Bei professionellen Lösungen (z. B. für Callcenter) kann das Mikrofon auf Knopfdruck stummgeschaltet werden.
In der Regel verwenden Headsets ein Elektretmikrofon, das zum Betrieb Strom benötigt, der ihm mittels Fernspeisung zugeführt wird, was z. B. über die Klinkenbuchse eines Computers geschieht.

## Bauformen
Kopfhörer mit zwei Hörmuscheln (binaural) und Mikrofon am BügelDurch die beiden Lautsprecher ist Stereowiedergabe möglich. Die Wahrnehmung der Umgebung wird eingeschränkt, was je nach Anwendung und Situation positiv oder negativ bewertet werden kann. Das ist eine verbreitete Bauform beim Einsatz am Computer, im Amateur- und Flugfunk. Insbesondere für die Anwendung am Computer werden auch leichte Ausführungen mit Nackenbügel angeboten.
Kopfhörer mit nur einer Hörmuschel (monaural) und Mikrofon am BügelDa nur ein Lautsprecher vorhanden ist, ist nur Monowiedergabe möglich. Außerdem wird die Wahrnehmung der Umgebung weniger eingeschränkt. Diese Bauform erfreut sich großer Beliebtheit in der Telefonie und entspricht am ehesten einem Telefonhörer.
Gehörganghörer (In-Ear Headphones) mit am Kabel befestigten MikrofonDie kleinste und leichteste Variante kommt häufig bei Mobiltelefonen zum Einsatz. Bei Ausführungen mit zwei Ohrhörern ist auch Stereowiedergabe möglich. Aufgrund der Unauffälligkeit können Außenstehende meinen, der Benutzer spreche mit sich selbst.
Kabellose HeadsetsDurch eine Funkverbindung, basierend auf dem Bluetooth- oder DECT-Verfahren, kann auf ein Kabel verzichtet werden. Diese Bauform wird ebenfalls häufig mit Mobiltelefonen eingesetzt. Das Headset ist durch die eingebaute Technik etwas schwerer als kabelgebundene Ohrhörer. Wesentliche Kaufkriterien sind meist die Sprachqualität und, vom eingebauten Akkumulator abhängig, die Standby- und die Sprechzeit.

## Anschluss

### Telefone
Ein häufiger Anwendungsfall für Headsets ist der Einsatz an Arbeitsplatztelefonen. Dabei werden je nach Telefonhersteller unterschiedliche Anschlüsse verwendet. Diese unterscheiden sich im verwendeten Anschlussstecker sowie auch bei gleichen Steckern in der Steckerbelegung. Häufig kommen RJ-9 oder RJ-11-Stecker zum Einsatz. Daneben sind auch die elektrischen Eigenschaften (z. B. Impedanz) und der Funktionsumfang unterschiedlich. So kann auf der Headsetschnittstelle neben den Audiodaten auch das Rufsignal übertragen oder auch vom Headset der Ruf angenommen werden (AEI, DHSG und EHS).

#### Drahtgebunden
Der drahtgebundene Anschluss ist der übliche Weg der Anschaltung. Die Anpassung an den Telefontyp erfolgt entweder über ein entsprechendes Anschlusskabel, welches zumeist auf eine sogenannte QD-Steckverbindung (Abkürzung für „Quick Disconnect“ bzw. „Quick Detachable“) endet. Dieser QD-Stecker ist dann wieder durch den Headsethersteller definiert. Die Anpassung der elektrischen Parameter ist zumeist nur über die Verwendung eines auf das Telefon abgestimmten Headsets möglich.

#### Drahtlos
Der drahtlose Anschluss z. B. über Bluetooth wird nur von wenigen Telefonen unterstützt. Daher werden die meisten drahtlosen Headsets mit einer Basis drahtgebunden an das Telefon angeschlossen. Die Basis kommuniziert dann via Bluetooth oder DECT mit dem Headset und fungiert als Basisstation.
Zur Anpassung der Basis an das Telefon dienen Programmierschalter oder auch Softwareeinstellmöglichkeiten an der Basis. Moderne Basisstationen haben z. T. ein eigenes Display, bei denen ein Setup-Assistant hilft, das Headset korrekt zu konfigurieren. Zudem kommen auch hier z. T. auf das Telefon angepasste Anschlussschnüre zum Einsatz.
Häufig verfügen die Basisstationen auch noch über einen Eingang für den PC (Klinke oder USB). So kann das Headset universell für beide Geräte genutzt werden, z. B. für das Niederschreiben von Diktaten und zum Telefonieren. Die Umschaltung zwischen den Geräten erfolgt entweder an der Basisstation oder über die Headsetschnittstelle zum Telefon (AEI, DHSG und EHS).

##### DECT
Eine Sonderform der Telefonheadsets stellen DECT-Headsets dar, die an dem DECT-System einer Telefonanlage angemeldet werden können. Dadurch kann insbesondere bei Systemen mit mehreren DECT-Sendern die Reichweite erhöht werden. Diese Variante konnte sich am Markt jedoch nicht durchsetzen.

### Mobiltelefone
Bei den ersten Mobiltelefonen gab es viele untereinander inkompatible Anschlüsse. Die gängigsten waren:
- 2,5-mm-Klinke – z. B. Motorola V-Serie
- N1 – Nokia: 1100, 2100, 2300, 3210, 3310, 3330, 3410, 3510, 3650, 3660, 5210, 5510, 6510, 6600, 7650, 8210, 8310, 8850, 8890, 8910, N-Gage (2,5-mm-Klinke mit vier Kontakten)
- N2 – Nokia: 5110, 6110, 6150, 6210, 6250, 6310, 6310i, 7110 (7-polig rechteckig)
- N3 – Nokia: 3100, 3200, 3300, 5100, 5140, 6100, 6220, 6230, 6610, 6650, 6800, 6810, 6820, 7200, 7210, 7250, 7600, 7700  (9-polig rechteckig)
- SM1 – Siemens: A35, A36, A40, A50, A25, C35, C45, M35, M50, ME45, MT50, S25, S35, S45, SL42, SL45
- SM2 – Siemens: A55, A57, A60, A62, A65, A70, A75, AX75, C55, C60, C62, C65

Bei Smartphones werden entweder Bluetooth-Headsets oder 3,5-mm-Klinkenstecker mit einer Pinbelegung der Cellular Telecommunications Industry Association (CTIA) verwendet.
| CTIA |                                |                  |
|      | L                              | Linkes Tonsignal |
| R    | Rechtes Tonsignal              |                  |
| GND  | gemeinsame Masse (Rückleitung) |                  |
| AUX  | Mikrofon                       |                  |

Zur Übertragung von Stereo-Audio und einem Mono-Mikrofonkanal wird die Spitze zur Übertragung des linken Audio-Kanals und der erste Ring zur Übertragung des rechten Audio-Kanals verwendet. Bei der Belegung nach der CTIA ist die Masse auf dem zweiten Ring und der Mikrofon-Kanal auf dem dritten Ring bzw. der Buchse. Durch diese Pinbelegung kann sowohl ein Headset mit 4-poligem Stecker in einer 3-poligen Kopfhörer-Buchse verwendet werden, als auch ein normaler Kopfhörer mit 3-poligem Stecker in einer 4-poligen Headset-Buchse. Die Pinbelegung wird von Apple (iPhone, iPad, iPod und MacBook), Xbox One Stereo Headset Adapter, HTC, sowie von neueren Nokia-, Samsung- und Sony-Handys verwendet, außerdem in einigen Notebooks von HP, Lenovo und Dell, sowie in weiteren Geräten. Bei einigen, insbesondere älteren Handys kann die Pinbelegung von den oben geschilderten Varianten abweichen. Standardzubehör kann dann unter Umständen nur mit Adaptern verwendet werden. Weitere Varianten der Belegung werden unter Klinkenstecker ausführlich dargestellt.

### Computer

#### Drahtgebunden
Ein einfaches Headset wird über ein oder zwei Klinkenstecker an den Computer angeschlossen. Bei Desktop-PCs und älteren Notebooks werden zwei Klinkenstecker verwendet, einer für den Lautsprecher und einer für das Mikrofon. Bei aktuellen Notebooks und Mobiltelefonen wird meist ein vierpoliger Klinkenstecker verwendet (siehe auch Klinkenstecker mit Zusatzfunktion). Mit passenden Adaptern kann ein Headset an dem jeweils anderen Anschluss verwendet werden.
Raumklang-Headsets (sog. Freisprecheinrichtungen) werden entweder mit Klinkenstecker mit der Soundkarte oder per USB mit dem PC verbunden. Bei der Variante mit Soundkarte müssen drei Stecker mit den Eingängen der Soundkarte (auch Audio-Interface genannt) verbunden werden. Jeweils ein Stecker wird für die Frontlautsprecher, für Bass- bzw. Centerbox sowie für die hinteren Lautsprecher genutzt. Natürlich muss bei einer solchen Lösung die Soundkarte eine Raumklangwiedergabe unterstützen.
Eine aufwendigere Variante besitzt einen USB-Stecker zum Anschluss an einen Computer. Diese Geräte verfügen über eine eingebaute Digitalisierung, die die Sprachqualität verbessern kann und einen Analog-Eingang am Computer überflüssig macht.
Eine weitere Variante verstärkt das Bassempfinden mittels Vibrationen der Ohrmuscheln. Die dafür benötigte Energie wird aus Batterien, einem Netzteil oder, für den Einsatz am Computer, vom USB-Anschluss entnommen.

#### Drahtlos
Moderne aus dem Mobilfunk stammende kabellose Bluetooth-Headsets können inzwischen auch problemlos am PC betrieben werden. Dazu benötigt dieser eine integrierte oder mittels USB-Stick nachgerüstete Bluetooth-Hardware sowie einen Bluetooth-Software-Stack (Software Suite). Je nach Headset-Bauart stehen dann am PC zwei weitere unter „Sounds und Audio Hardware“ wählbare Funktionen zur Verfügung, diese sind:
- Bluetooth Advanced Audio A2DP, Bluetooth AV Audio (für die klassische Kopfhörer-Musikwiedergabe)
- Bluetooth SCO Audio (für Telefonie)

Beide Funktionen können auch gleichzeitig genutzt werden, bei einem eingehenden VOIP-Anruf schaltet dazu die PC-Bluetooth-Software eine AD2P-Musikwiedergabe stumm. Während immer nur ein Headset für Telefonie definiert werden kann, ist das Anschließen von mehreren AD2P-Musik wiedergebenden Kopfhörern an einem Bluetooth-PC möglich. Manche Headsets verfügen auch über Funktionstasten, welche einer PC-Software zugeordnet werden können, so ist z. B. das Entgegennehmen eines Skype-Gespräches direkt durch Tastendruck am Bluetooth-Headset möglich (benötigt zusätzliche Software). Im Telefonie-Bereich wird das durch zusätzliche EHS (Electronic Hook Switch)-Funktionen erreicht. Immer mehr verbreitet sich auch die DHSG-Schnittstelle (Drahtlose Hör-Sprech-Garnitur), sowohl auf Headset- als auch auf Telefonseite.
Ein Mangel von Bluetooth-Headsets am PC war lange deren geringe Musikwiedergabequalität. Diese war nicht durch die Bluetooth-Übertragung bedingt, sondern durch deren ursprüngliche Bestimmung zur Telefonie. Inzwischen gibt es am Markt Bluetooth-(AD2P)-Headsets (Kopfhörer) die neben der drahtlosen VOIP-Telefonie auch eine hervorragende Musikwiedergabe ermöglichen.
Einige drahtlose Headsets verwenden den DECT-Standard, bei hohem Anspruch an die Akustik mit CATiq. Sie sind vor allem für Telefonie gedacht; gegenüber Bluetooth bieten sie eine größere Reichweite und damit dem Nutzer größere Flexibilität, da er sich je nach Modell, Hersteller und Umgebung, in der das Headset eingesetzt wird, bis zu 150 Meter von der Basisstation entfernen kann, ohne dass die Verbindung abreißt. Einige DECT-Headsets sind zudem kompatibel zu GAP und können direkt mit einer Basisstation gepaart werden. Manche Modelle konnektieren zusätzlich zum regulären Telefon über einen USB-Anschluss auch mit dem PC.

## Anwendung

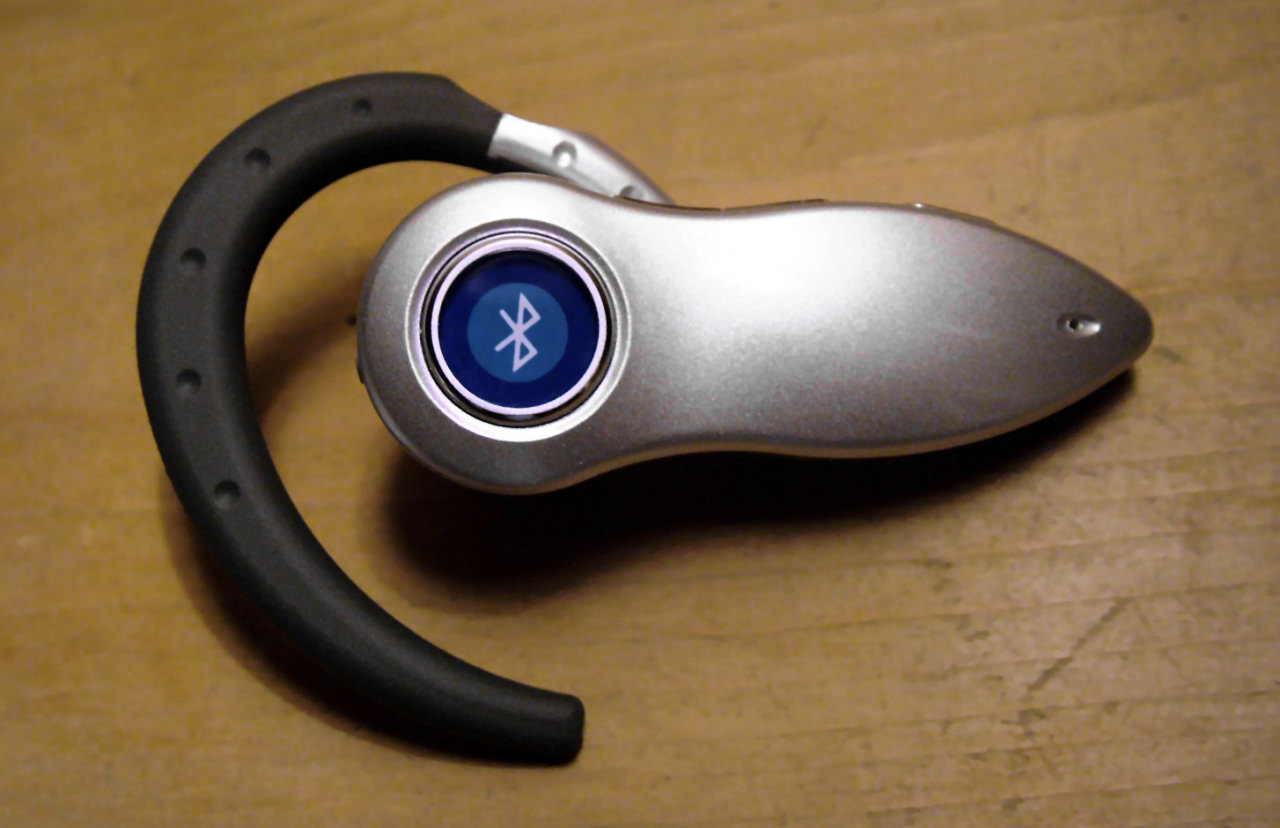
Bluetooth-Headset

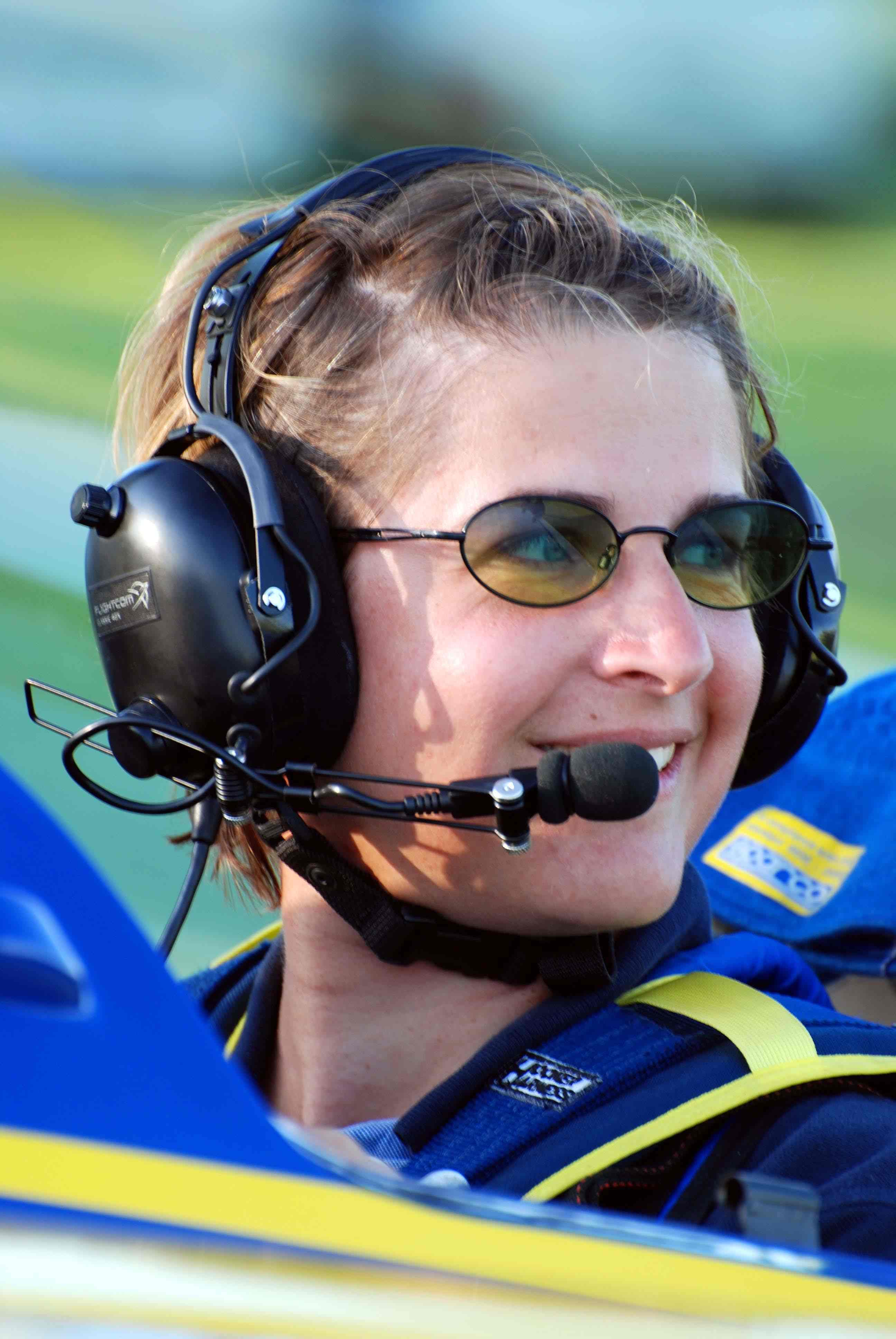
Pilotin mit Headset

Sprachlernprogramme und Diktat in den ComputerNeuere Sprachlernsoftware kann aufgrund der Spracherkennung die Aussprache des Lernenden überprüfen. Zum Lernen bietet sich folglich ein Headset an. Für die Spracherkennung beim digitalen Diktat gilt Entsprechendes. Hier sorgen digitale Mikrofone für verbesserte Erkennung des Gesprochenen.
TelefonierenGerade in Callcentern sind Headsets sehr beliebt, da sie gleichzeitiges Telefonieren und Arbeiten am Computer ermöglichen. Auch bei der IP-Telefonie in Verbindung mit Computern werden Headsets häufig eingesetzt. Gegenüber speziellen Telefonhörern, die meist über USB mit dem Computer verbunden werden, sind Headsets auch als reine Kopfhörer einsetzbar und daher weiter verbreitet.
LuftfahrtHier werden Headsets häufig zur Durchführung des Flugfunkes genutzt. In Kleinflugzeugen und Hubschraubern werden aus Gehörschutzgründen meist passiv oder aktiv geräuschreduzierende Headsets eingesetzt.
AmateurfunkdienstIm Amateurfunk werden besonders bei Wettbewerben sowie bei Verbindungen mit schwachen Stationen Headsets verwendet, bei Sprechfunk meist in Kombination mit einer Handsprechtaste (PTT).
ComputerspieleBei Computerspielen über ein Netzwerk (mittlerweile auch über das Internet mit Programmen wie z. B. TeamSpeak) können sich die Spieler einer Gruppe mittels eines Headset über ihre Strategie austauschen. Deshalb (und auch, weil sie schneller als „normale“ Lautsprecher aufzubauen sind, meist keine zusätzliche Stromzufuhr benötigen und andere nicht mithören lassen) ist ein Headset ein wichtiges Utensil für den Besuch einer LAN-Party.

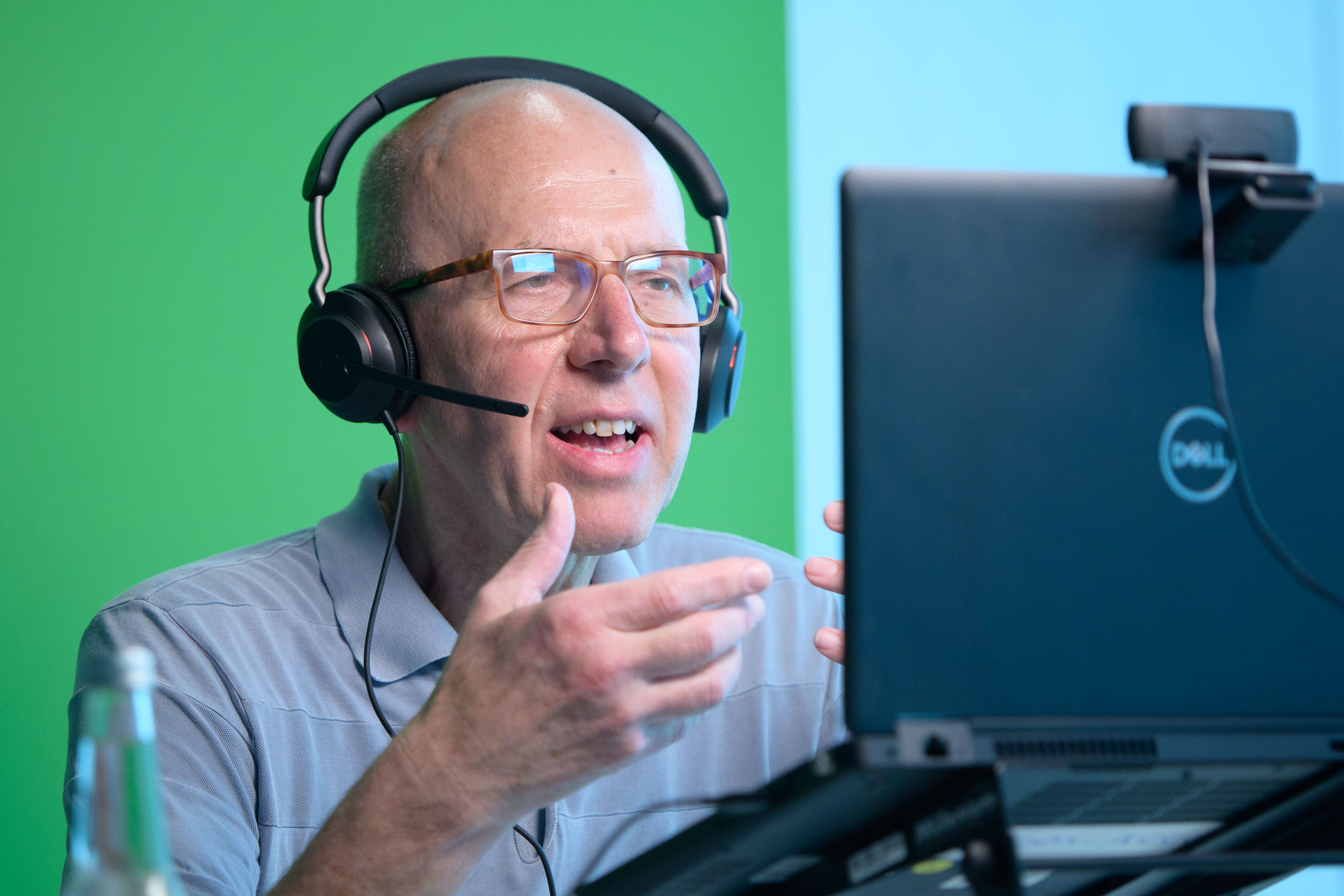
Der Soziologe Heinz Bude mit Headset bei der Übertragung einer Webkonferenz der Heinrich-Böll-Stiftung (2021)

Als MikrofonDas Mikrofon eines Headsets ist für den Sprachfrequenzbereich und für Nahbesprechung optimiert. Für andere Einsatzbereiche stellt es nur eine Notlösung dar. Der Kopfhörer sollte dafür abgeschaltet werden, damit keine Rückkopplung entsteht. Headsets werden häufig für Webkonferenzen verwendet.
VeranstaltungstechnikTon- und Lichttechniker sowie Kameraleute verwenden zur Kommunikation auf größeren Veranstaltungen ein sogenanntes Intercom, in dem die Gesprächsteilnehmer mithilfe eines Beltpacks über eine analoge Kabelverbindung mit der Basisstation verbunden sind und von dort aus auf verschiedene Gesprächskanäle geroutet werden können. Zur Abschirmung des Umgebungslärms und zur besseren Sprachverständlichkeit und damit für das Publikum weniger störenden Kommunikation (meist reicht Sprache in Zimmerlautstärke auch in lauten Konzertumgebungen aus) werden hier meistens Headsets eingesetzt.

## Störausblendung
Ein wichtiger Aspekt von Headsets ist die Fähigkeit, Störgeräusche aus der Umgebung und direkten Körperschall (Tragegeräusche) vom Benutzer auszublenden. Neben mechanischen Maßnahmen in der Mikrofonaufhängung werden hier auch Mikrofone mit Richtcharakteristik verwendet.
Viele digitale Headsets haben zusätzlich eine aktive Störausblendung über DSP. Dafür besitzen sie mehrere Mikrofone. Neben dem Nutzmikrofon nimmt ein Außenmikrofon primär die Umgebungsgeräusche auf. Im DSP werden dann die Signale miteinander verglichen und die Störsignale herausgerechnet.